# Die Treue der Frauen

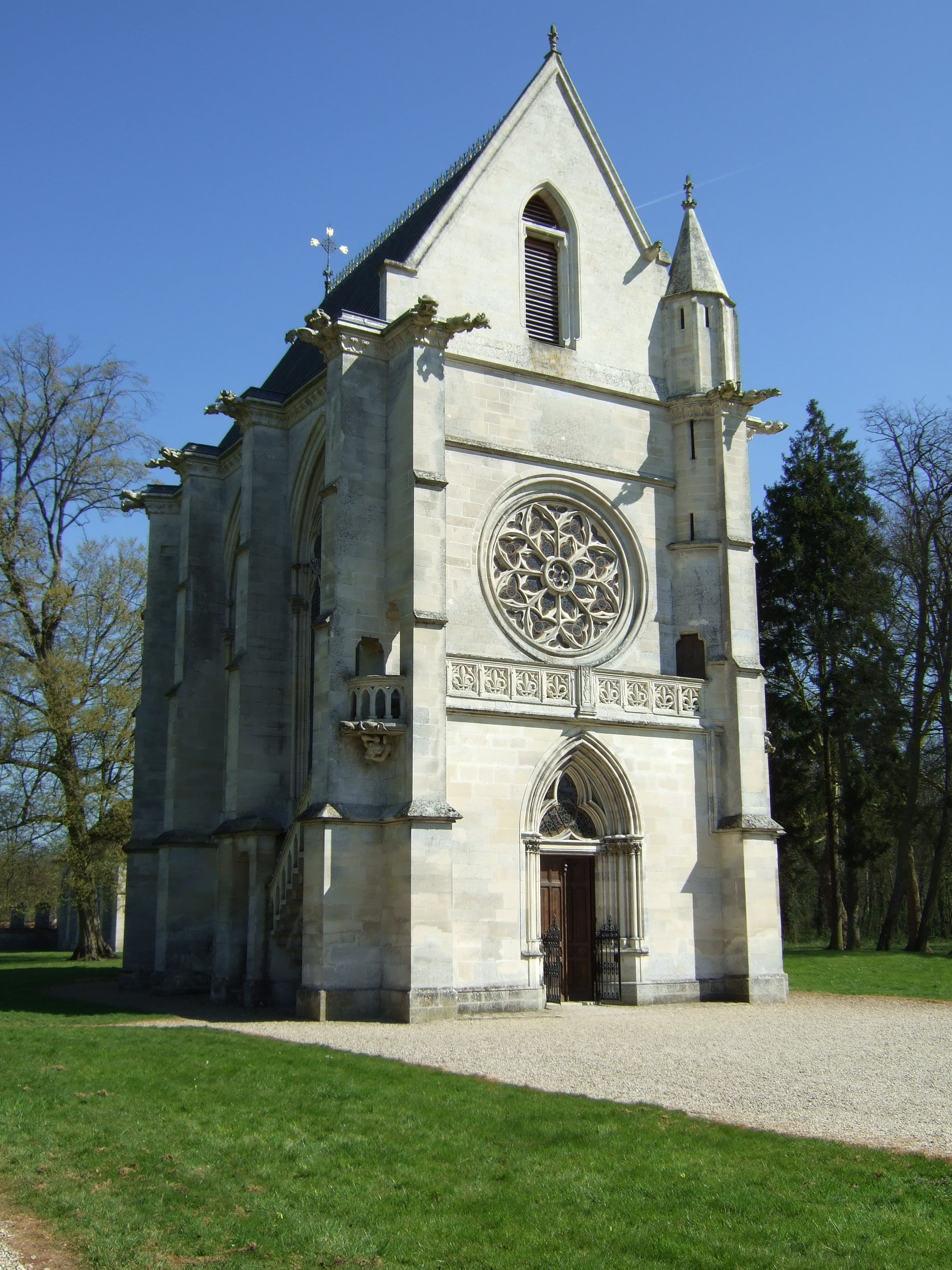
Die kirchliche Hochzeit wurde in der Kapelle des Klosters Chaalis gedreht.

Die Treue der Frauen ist ein französisches Filmdrama aus dem Jahr 2000 mit Sophie Marceau in der Hauptrolle. Andrzej Żuławski führte Regie und verfasste das Drehbuch.
Als Vorlage diente ihm Madame de La Fayettes 1678 erschienener Roman La Princesse de Clèves. Sophie Marceau spielt eine Frau, die zwischen zwei Männern hin- und hergerissen ist, aber den Eheschwur niemals bricht.

## Handlung
Die junge und schöne Fotografin Clélia holt ihre Mutter zu sich nach Paris, um ihr im Alter und ihrer Krankheit zur Seite stehen zu können. Sie arbeitet seit Kurzem für eine Boulevardzeitung des Medienmoguls MacRoi, der sie heftig und zudringlich umwirbt, wie auch noch einige andere ihrer Kollegen aus der Redaktion.
Bei einem Bummel durch die Stadt lernt sie den charmanten Clève kennen, der sich in Kürze mit einer reichen Frau verloben und eine Vernunftehe eingehen wird, um seine Familie vor dem finanziellen Bankrott zu retten und auch um eine eigene Familie zu gründen. Er ist fasziniert von Clélia, sie gehen in seine Wohnung, lieben sich und verabschieden sich dann. Als sie durch Zufall wieder aufeinandertreffen, vergisst er Verlobung und die Zukunftspläne mit der Schwester seines Konzernchefs. Die Verlobung wird gelöst, die beiden heiraten, und sie zieht mit ihrer Mutter zu ihm. Während einer Wochenendreise zu Bekannten stirbt Clélias Mutter.
Die Trauer um die Mutter lässt Clélia den Alltag nur schwer ertragen, sie wirkt nervös und ruhelos. Némo, ein ungehobelter, brutal wirkender Paparazzo, dessen drastische und reißerische Bilder die Auflage der Zeitung gesteigert haben, zieht ihre Aufmerksamkeit auf sich. Obwohl beide die Blicke nicht voneinander lassen können, und er in seinem Werben sehr direkt ist, widersteht sie ihm mit dem Eheschwur im Bewusstsein. Sie kommen sich zwar näher, aber es kommt kaum zu körperlichen Kontakten. Clève, den sie – nach den Konventionen der französischen Bourgeoisie – weiterhin siezt, spürt, dass es noch einen anderen Mann in ihrem Leben gibt. Sie gibt zu, dass sie einen anderen Mann begehrt, aber das sei ohne Bedeutung für ihre Ehe. Clève ist tief verletzt. Er ist bereit sie freizugeben, um sie glücklich zu sehen. Aber für Clélia ist das Eheversprechen bindend, und sie bleibt bei ihm.
Immer wieder, wie z. B. auf der Hochzeitsfeier von MacRois Tochter Julia, auf der auch Némo anwesend ist, kommt es zu Spannungen zwischen den Eheleuten. Clève hat den Verdacht, dass es Némo ist, den seine Frau liebt. Er ist eifersüchtig, verliert die Fassung und bricht weinend zusammen. Daraufhin beginnt Clélia ihn zu duzen, ihr ist der Respekt durch seine Verdächtigungen und sein Misstrauen verloren gegangen. Clève glaubt nicht, dass es zwischen Némo und Clélia keinerlei sexuelle Kontakte gegeben hat, so oft Clélia ihre Treue auch beteuert. Clève fühlt sich ungeliebt und geht enttäuscht auf Reisen. Da er Beweise für Clélias Untreue haben will, lässt er Clélia beschatten. Er erhält ein Foto, das die beiden in einer vertrauten und zärtlichen Situation zeigt, in der Clélia aber in Wirklichkeit Némo endgültig abweist.
Némo, der einem internationalen Organhandel auf der Spur ist, gerät mehrfach in Lebensgefahr. Als MacRoi Némos Recherchen veröffentlicht, wird er von Killern erschossen. MacRois Tochter Julia, Clèves ehemalige Verlobte, übernimmt die Leitung des Konzerns und verkündet bei einer Mitarbeiterkonferenz, die ohnehin schon schmutzige journalistische Berichterstattung in Zukunft noch zu verschärfen. Bei der Gelegenheit entlässt sie Clève. Als Clève verstört das Bürogebäude verlässt, stürzt er eine Treppe hinunter und stirbt auf dem Transport ins Krankenhaus in Clélias Armen. Nach der Beerdigung verschwindet sie aus Paris. Sie lebt nun in den Bergen in der Abgeschiedenheit eines Klosters, fotografiert weiter, Erinnerungen an Clève begleiten sie. Als sie sich am Abend im Aufenthaltsraum des Klosters aufhält, erscheint auf dem Bildschirm des Fernsehers der Titel eines Films: La princesse de Clève, Regie Fernand Némo.

## Produktion
Das Budget des Films betrug 6,3 Mio. Euro. In Deutschland wurde Die Treue der Frauen am 12. April 2006 auf DVD veröffentlicht.
Clélias Fotografien im Film wurden von der deutschen Modefotografin Donja Pitsch aufgenommen. Némos Fotos stammen von dem Pariser Fotografen Philippe Serieys, einem ehemaligen Assistenten von Helmut Newton.

## Filmmusik
Für die Filmmusik verantwortlich war der polnische Komponist Andrzej Korzyński. Nach Third Part of the Night (1971), The Devil (1971), Opętanie (1981), Der Silberne Planet (1988) und Chamanka (1995) ist Die Treue der Frauen der sechste Film, in dem er mit Żuławski zusammengearbeitet hat.
Soundtrack
Est-ce ainsi que les hommes vivent, Chanson von Léo Ferré auf ein Gedicht von Louis Aragon
Les feuilles mortes, Chanson von Joseph Kosma auf ein Gedicht von Jacques Prévert
Mustapha, von Bob Azzam und Eddie Barclay
La chanson des vieux amants, von Jacques Brel und Gérard Jouannest
Quando El Rey Nimrod, arrangiert und interpretiert von Robin Jeffrey und Roderick Skeaping

## Hintergrund
Der Roman von Madame de La Fayette wurde in Frankreich insgesamt viermal verfilmt:
- 1961 von Jean Delannoy: Die Prinzessin von Cleve
- 1999 von Manoel de Oliveira: Der Brief (französisch-portugiesische Coproduktion)
- 2000 von Andrzej Żuławski: Die Treue der Frauen
- 2008 von Christophe Honoré: Das schöne Mädchen

## Kritiken
„Auf einem sehr anspruchsvollen Niveau, präsentierte dieser Film seinem Zuschauer das Verhalten von Menschen, die sich zueinander hingezogen fühlen. […]  Dadurch, dass den Emotionen der verschiedenen Charaktere vollkommen freier Lauf gelassen wird, erscheint die Geschichte überdurchschnittlich authentisch und ehrlich. Verschönigungen liegen hier fernab des Denkbaren, so dass dabei weder sehr gewaltvolle Szenen, noch extrem gefühlsvolle Erotikszenen ausgespart werden. Entstanden ist dadurch eine schockierende, aber stellenweise auch faszinierende Geschichte, die es versteht seinen Zuschauer zu fesseln.“

„Mit diesem Liebesdrama, das lose auf Madame La Fayettes 1678 erschienenen Roman ‚Die Prinzessin von Clèves‘ basiert, zeigte sich Andrzej Zulawski […] in seinem Spätwerk respektlos, faszinierend und polarisierend wie immer. Elegant inszeniert, mit der erotischen Sophie Marceau in der Hauptrolle, konfrontiert Zulawski seine Charaktere mit traditionellen Vorstellungen von Verlangen und Treue und kommt zu ungewöhnlichen Schlussfolgerungen.“

„In rasanten Bildfolgen entfesselt der Film Hysterie, Tod, Melancholie, Hass, Wut, Verzweiflung und Zärtlichkeit. Ein ebenso atemberaubendes wie anstrengendes Werk.“